# Tian
Tian (chinês tradicional: 天; Pinyin: tiān; Wade-Giles: t'ien) significa, literalmente, céu, paraíso, deus ou deuses. É um dos mais antigos termos chineses para cosmos e um conceito-chave na mitologia, filosofia e religião chinesas. Durante a Dinastia Shang (século XVII a 11 a.C.), os chineses nomeavam deus como Shangdi (上帝 "senhor nas alturas") ou Di ("senhor") e, durante a Dinastia Zhou (século XI a 3 a.C.), de Tian ("paraíso; deus"), tornando-se sinônimo de Shangdi. A adoração dos céus foi, por milhares de anos, a expressão de culto da China Imperial.
No Taoismo e no Confucionismo, a palavra Tian é frequentemente traduzida como "Céu", sendo mencionado de forma relacionada com seu aspecto complementar Di (地), o qual é normalmente traduzido como "Terra". Esses dois aspectos da cosmologia daoista representam a natureza dual do Taoismo, os quais são concebidos como mantenedores dos dois polos dos Três Reinos (三界) da realidade, sendo o reino central ocupado pela Humanidade (人 Ren).

## Escrita
O sinograma moderno da palavra Tian'(天) é a combinação de da (大), que significa "grande", e yi (一), que significa "um", porém alguns dos caracteres originais inscritos nas dinastias Shang e Zhou trazem uma grande cabeça em uma pessoa também imensa. Os ideogramas antigos inscritos em ossos e bronze para o hanzi da (大) descrevem a figura de uma pessoa com os braços abertos, significando "grande". Os traços em osso ou bronze para a palavra Tian mostram o crânio desta "grande (pessoa)" de forma redonda ou quadrada ou marcada com uma ou duas linhas. Uma vez que as inscrições na Dinastia Shang eram feitas em ossos ou conchas, seus traços possuíam linhas retas, sendo, mais tarde, inscritos em bronze e de forma curva. Schuessler (2007:495) observa que as representações gráficas para Tian mostram uma pessoa com uma cabeça redonda, assemelhando-se com ding (丁) "4º Tronco Celestial", sugerindo que "a representação gráfica antropomórfica pode ou não indicar que o significado original seja 'divindade' ao invés de 'céu'".
Além do ideograma corrente 天, Tian, no sentido de "céu", possui diversos caracteres chineses. Dois exemplos primitivos são 兲, escrito a partir dos hanzis 王 ("rei") e 八 ("oito"), e o ideograma cunhado pelos taoistas 靝, escrito a partir dos Hanzis 青 ("azul") e 氣 ("qi"), formando, assim, a expressão "céu azul".

## Origens
O estudioso da língua chinesa Herrlee Creel desenvolveu um estudo compreensivo a respeito da origem da divindade Tian intitulado "The Origin of the Deity T'ien" (1970:493-506), em que oferece uma visão geral sobre o assunto.
| “ | Por três mil anos acreditou-se que, em tempos imemoriais, todo povo chinês reverenciava T'ien (天), "Céu," como sendo a divindade suprema, sendo essa mesma divindade também conhecida como Ti (帝) ou Shang Ti (上帝). Entretanto, novas pesquisas, a partir de material disponível neste século e, especialmente, as inscrições Shang, provaram que não era bem o caso. Percebe-se que T'ien não é mencionado nessas inscrições, as quais referem-se, inúmeras vezes, a Ti ou Shang Ti. T'ien aparece apenas na Dinastia Chou, sendo, aparentemente, uma divindade dessa dinastia. Após a conquista, Chou considerou T'ien como uma divindade idêntica à divindade da Dinastia Shang Ti (ou Shang Ti), assim como os romanos relacionaram o deus grego Zeus com sua versão romana Júpiter. (1970:493) | ” |

Inscrição chinesa, em bronze, da palavra tian (天, "paraíso ou céu").

Creel refere-se à mudança histórica nos antigos nomes chineses para "Deus"; a partir dos oráculos da Dinastia Shang, que frequentemente usavam di e shangdi e, raramente, usavam a palavra tian, até as inscrições em bronze e textos da Dinastia Zhou, os quais apresentavam o termo tian mais frequentemente que seu sinônimo shangdi.
Em um primeiro momento, Creel analisa todas as ocorrências de tian e di, com o significado de "deus, deuses", nos textos clássicos chineses da era Zhou e nas inscrições em bronze. O I Ching, "Livro das Mutações", traz duas ocorrências de tian e uma de di; o Shi Jing, "Clássico da Poesia", traz 140 ocorrências de tian e 43 de di ou shangdi; e as partes autênticas do Shu Jing, "Clássico da História", traz 116 ocorrências de tian e 25 de di ou shangdi. Sua pesquisa menciona, nas inscrições em bronze da era Zhou (1970:464–75), 91 ocorrências de tian e somente quatro ocorrências de di ou shangdi. Em um segundo momento, Creel contrasta a disparidade entre 175 ocorrências de di ou shangdi nas inscrições da era Shang com as 26 ocorrências de tian. Ao examinar essas 26 inscrições divinatórias, as quais estudiosos como Guo Moruo identificaram como tian 天 "Céu, Deus" (1970:494–5), ele exclui oito casos em fragmentos, onde não há um contexto claro para se precisar sua significação. Das dezoito ocorrências restantes, Creel interpreta onze deles como variantes de da "grande" (por exemplo, a forma tian i shang 天邑商 para da i shang 大邑商, "grande colônia de Shang"); três aparecem como nomes de lugares e quatro em passagens que registravam sacrifícios: yu tian 于天 "para/em Tian", que poderia significar "para Deus" ou "em um lugar chamado Tian".